# Moledet (mošav)
Moledet (hebrejsky מוֹלֶדֶת, doslova "Vlast", anglicky Moledet) je vesnice typu mošav (podle jiných zdrojů už transformovaná na tzv. společnou osadu) v Izraeli, v Severním distriktu, v Oblastní radě Gilboa.

## Geografie
Leží v Dolní Galileji, na planinách Ramot Isachar severně od Charodského údolí, v nadmořské výšce 65 metrů, 18 kilometrů jihozápadně od Galilejského jezera a 13 kilometrů západně od řeky Jordánu, v oblasti s intenzivním zemědělstvím. Severovýchodně od obce teče Nachal Jisachar, jižně od mošavu je to Nachal Cva'im. Zdejší část planiny Ramot Isachar bývá nazývána též Ramat Moledet.
Vesnice se nachází cca 13 kilometrů východně od města Afula, cca 85 kilometrů severovýchodně od centra Tel Avivu a cca 50 kilometrů jihovýchodně od centra Haify. Moledet obývají Židé, přičemž osídlení v tomto regionu je převážně židovské. Pouze na severní straně leží několik vesnic, které obývají izraelští Arabové. Nejblíže z nich je to vesnice Tajbe.
Moledet je na dopravní síť napojen pomocí lokální silnice číslo 717.

## Dějiny
Moledet byl založen v roce 1937. Založení osady proběhlo 4. července 1937. Šlo o opevněnou osadu typu Hradba a věž. Během pouhých tří dnů tehdy v mandátní Palestině vznikly čtyři takové osady (kromě Moledet ještě Ejn Gev, Ma'oz Chajim a Ejn ha-Šofet).
Původně se osada nazývala B'nai B'rith (בני ברית) - podle stejnojmenné židovské organizace, jež přispěla na její zbudování. Později získala jméno Moledet, podle židovských utečenců z Německa, kteří ji osídlili. Vesnice v prvních letech čelila nedostatku vody, kterou musela dovážet z kibucu Ejn Charod. Pokusy o navrtání studny nebyly úspěšné. Roku 1944 se dosavadní kibuc změnil na mošav s menší mírou kolektivismu.
Roku 1949 měla vesnice 206 obyvatel a rozlohu katastrálního území 8650 dunamů (8,65 kilometrů čtverečních).
V první dekádě 21. století se životní styl v Moledet dále proměnil směrem k individuálnímu rezidenčnímu sídlu. Vedení obce nabízí stavební pozemky pro privátní uchazeče o stavbu rodinného domu. Má jít až o 170 bytových jednotek.
V Moledet funguje zdravotní středisko a obchod se smíšeným zbožím.

## Demografie
Obyvatelstvo Moledet je sekulární. Podle údajů z roku 2014 tvořili naprostou většinu obyvatel v Moledet Židé (včetně statistické kategorie "ostatní", která zahrnuje nearabské obyvatele židovského původu ale bez formální příslušnosti k židovskému náboženství).
Jde o menší sídlo vesnického typu s dlouhodobě výrazně rostoucí populací. K 31. prosinci 2014 zde žilo 974 lidí. Během roku 2014 populace stoupla o 1,9 %.
| Rok            | 1948 | 1949 | 1961 | 1972 | 1983 | 1995 | 2001 | 2003 | 2004 | 2005 | 2006 | 2007 | 2008 | 2009 | 2010 | 2011 | 2012 | 2013 | 2014 |
| -------------- | ---- | ---- | ---- | ---- | ---- | ---- | ---- | ---- | ---- | ---- | ---- | ---- | ---- | ---- | ---- | ---- | ---- | ---- | ---- |
| Počet obyvatel | 202  | 206  | 365  | 422  | 540  | 500  | 602  | 606  | 642  | 684  | 747  | 824  | 896  | 863  | 887  | 901  | 944  | 956  | 974  |